# No Rastro da Espoleta 3
No Rastro da Espoleta 3 é um filme independente de comédia no  estilo faroeste brasileiro de 2014. Foi escrito e dirigido por Bonerges Guedes.

## Sinopse
No velho oeste, um caçador de recompensas chega a uma cidade em busca de mais um trabalho, mas se surpreende ao saber que o bandido procurado é ele e que o xerife do local está envolvido num roubo de um milhão de dólares.

## Prêmios
- Melhor Filme no 5° Curta Coremas (Júri Popular)[2]
- Melhor Roteiro no 7° Curta Taquary[3]
- Melhor Filme no 8° Festival de Cinema de Triunfo (Júri Popular)[4]